# Adamson Tannehill

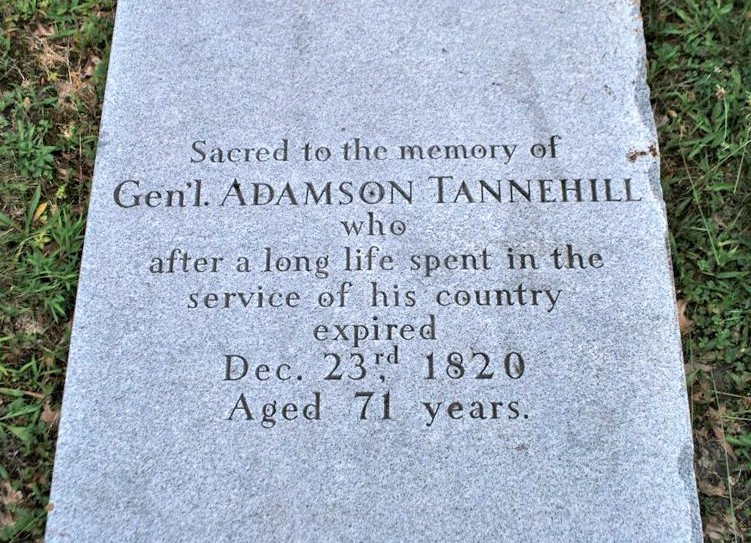
Grabstein von Adamson Tannehill in Pittsburgh, Pennsylvania, USA

Adamson Tannehill (* 23. Mai 1750 im Frederick County, Province of Maryland; † 23. Dezember 1820 bei Pittsburgh, Pennsylvania) war ein US-amerikanischer Politiker. Zwischen 1813 und 1815 vertrat er den Bundesstaat Pennsylvania im US-Repräsentantenhaus.

## Werdegang
Adamson Tannehill wuchs noch während der britischen Kolonialzeit auf. Er besuchte die öffentlichen Schulen seiner Heimat. In den 1770er Jahren schloss er sich der amerikanischen Revolution an. Während des Unabhängigkeitskrieges diente er in der Kontinentalarmee, in der er bis zum Hauptmann aufstieg. Nach dem Krieg zog er in die Nähe von Pittsburgh, wo er in der Landwirtschaft arbeitete. Dort bekleidete er auch einige lokale Ämter. Zwischen September und Dezember 1812 nahm er als Brigadegeneral der Freiwilligen aus Pennsylvania am Britisch-Amerikanischen Krieg teil.
Politisch war Tannehill Mitglied der Demokratisch-Republikanischen Partei. Bei den Kongresswahlen des Jahres 1812 wurde er im damals neu eingerichteten 14. Wahlbezirk von Pennsylvania in das US-Repräsentantenhaus in Washington, D.C. gewählt, wo er am 4. März 1813 sein neues Mandat antrat. Da er im Jahr 1814 nicht bestätigt wurde, konnte er bis zum 3. März 1815 nur eine Legislaturperiode im Kongress absolvieren.
Nach dem Ende seiner Zeit im US-Repräsentantenhaus betätigte sich Adamson Tannehill wieder in der Landwirtschaft. Er starb am 23. Dezember 1820 nahe Pittsburgh.